# Apogonia gigantea
Apogonia gigantea är en skalbaggsart som beskrevs av Nonfried 1894. Apogonia gigantea ingår i släktet Apogonia och familjen Melolonthidae. Inga underarter finns listade i Catalogue of Life.